# Discografia de Gustavo Mioto
A discografia de Gustavo Mioto, um cantor e compositor brasileiro, consiste em um álbum de estúdio, dois álbuns ao vivo, um extended play, onze singles e três videoclipes lançados desde o início de sua carreira.
Em 2012, entrou em estúdio para gravar seu primeiro álbum, Fora de Moda, pela gravadora Play Mix, de São José do Rio Preto, em São Paulo. Em outubro de 2014, gravou seu primeiro DVD, Ciclos (Ao Vivo), em sua cidade natal, Votuporanga, que contou com participações de cantores como Luan Santana, Cristiano Araújo e a dupla Bruninho & Davi. O DVD foi lançado em junho de 2015, nas principais plataformas digitais e lojas de todo o Brasil. Em outubro de 2017, gravou seu segundo DVD, Ao Vivo em São Paulo / SP, que contou com participações dos cantores Jorge & Mateus, Anitta, Gusttavo Lima e Maiara & Maraisa. O DVD foi lançado no dia 22 de dezembro de 2017. No 22 de março de 2019, lançou seu novo EP, Pé Na Areia, com sete faixas inéditas.

## Álbuns

### Álbuns de estúdio
| Álbum         | Detalhes                                                                                    | Vendas     | Certificações |
| ------------- | ------------------------------------------------------------------------------------------- | ---------- | ------------- |
| Fora de Moda  | - Lançamento: 2012 - Formatos: CD - Gravadora: Play Mix                                     |            |               |
| Inconfundível | - Lançamento: 2021 - Formatos: CD, download digital, streaming - Gravadora: Universal Music | - : 40.000 | - : Ouro      |

### Álbuns ao vivo
| Álbum                     | Detalhes | Vendas     | Certificações |
| ------------------------- | --- | ---------- | ------------- |
| Ciclos                    | - Lançamento: 9 de outubro de 2015 - Formatos: DVD, download digital, streaming - Gravadora: Sony Music      |            |               |
| Ao Vivo em São Paulo / SP | - Lançamento: 22 de dezembro de 2017 - Formatos: DVD, download digital, streaming - Gravadora: Independente  | - : 40.000 | - : Ouro      |
| Ao Vivo em Fortaleza      | - Lançamento: 14 de fevereiro de 2020 - Formatos: DVD, download digital, streaming - Gravadora: Independente |            |               |

### Extended plays(EP)
| EP          | Detalhes                                                                                            |
| ----------- | --------------------------------------------------------------------------------------------------- |
| Pé Na Areia | - Lançamento: 22 de março de 2019 - Formatos: download digital, streaming - Gravadora: Independente |

## Singles

### Como artista principal
| Título                                                                                  | Ano  | Melhores posições | Certificações  | Álbum                         |
| Título                                                                                  | Ano  | BRA               | Certificações  | Álbum                         |
| --------------------------------------------------------------------------------------- | ---- | ----------------- | -------------- | ----------------------------- |
| "Ela Não Gosta de Mim"                                                                  | 2012 | —                 |                | Fora de Moda                  |
| "Eu Gosto de Você" (part. Claudia Leitte)                                               | 2014 | 84                |                | Não adicionado a nenhum álbum |
| "Lembra"                                                                                | 2015 | 28                |                | Ciclos                        |
| "Mãos ao Alto Coração"                                                                  | 2015 | 34                |                | Ciclos                        |
| "3 da Manhã"                                                                            | 2016 | 75                |                | Ao Vivo em São Paulo / SP     |
| "Impressionando os Anjos"                                                               | 2016 | 1                 | - : 2× Platina | Ao Vivo em São Paulo / SP     |
| "Relógio"                                                                               | 2017 | 1                 |                | Ao Vivo em São Paulo / SP     |
| "Coladinha em Mim" (part. Anitta)                                                       | 2017 | 45                |                | Ao Vivo em São Paulo / SP     |
| "Anti-Amor" (part. Jorge & Mateus)                                                      | 2018 | 5                 | - : Platina    | Ao Vivo em São Paulo / SP     |
| "Contramão"                                                                             | 2018 | 3                 | - : Ouro       | Ao Vivo em São Paulo / SP     |
| "Solteiro Não Trai"                                                                     | 2018 | 3                 |                | Ao Vivo em Fortaleza          |
| "Fake News"                                                                             | 2019 | 1                 |                | Ao Vivo em Fortaleza          |
| "Com ou Sem Mim"                                                                        | 2019 | 1                 | - : Ouro       | Ao Vivo em Fortaleza          |
| "Despedida de Casal"                                                                    | 2020 | 1                 | - : 3× Platina | Ao Vivo em Fortaleza          |
| "Não Parei de Sofrer"                                                                   | 2021 | 1                 | - : 2× Platina | Inconfundível                 |
| "Sofrimento Antecipado"                                                                 | 2022 | 1                 |                | Inconfundível                 |
| "Eu Gosto Assim" (part. Mari Fernandez)                                                 | 2022 | 2                 |                | Não adicionado a nenhum álbum |
| “Quando Apaga a Luz” (part. MC Don Juan)                                                | 2023 | 16                |                | 10 Anos Ao Vivo em Recife     |
| "Fim do Mundo"                                                                          | 2023 | 1                 |                | 10 Anos Ao Vivo em Recife     |
| “Depois do Amor"                                                                        | 2024 | 1                 |                |                               |
| "—" denota singles que não entraram nas paradas musicais ou não foram lançados no país. |      |                   |                |                               |

### Como artista convidado
| Título                                                                                  | Ano  | Melhores posições | Álbum                         |
| Título                                                                                  | Ano  | BRA               | Álbum                         |
| --------------------------------------------------------------------------------------- | ---- | ----------------- | ----------------------------- |
| "Um Passo de Cada Vez" (Jota & Guilherme part. Gustavo Mioto)                           | 2017 | —                 | Um Passo de Cada Vez          |
| "Paixão Bateu Ficou" (Edu & Renan part. Gustavo Mioto)                                  | 2018 | —                 | Cinza                         |
| "Expectativa" (Fernanda Salgado part. Gustavo Mioto)                                    | 2018 | —                 | Não adicionado a nenhum álbum |
| "Quédate" (Christian Chávez part. Gustavo Mioto)                                        | 2018 | —                 | Conectado                     |
| "Fingindo Maturidade" (Mano Walter part. Gustavo Mioto)                                 | 2019 | —                 | Ao Vivo Em São Paulo          |
| "Fechadura Nova" (Gabriel part. Gustavo Mioto)                                          | 2019 | —                 | Não adicionado a nenhum álbum |
| "Sem Pressa" (Ralk part. Gustavo Mioto)                                                 | 2019 | —                 | Não adicionado a nenhum álbum |
| "Espelho No Teto" (MC Livinho part. Gustavo Mioto)                                      | 2019 | —                 | Não adicionado a nenhum álbum |
| "Doida" (MC WM part. Gustavo Mioto)                                                     | 2019 | —                 | Não adicionado a nenhum álbum |
| "Troca de Favor" (Maria Cecília & Rodolfo part. Gustavo Mioto)                          | 2019 | —                 | De Portas Abertas             |
| "Mal Resolvido" (Lary part. Gustavo Mioto)                                              | 2019 | —                 | Metade                        |
| "Não Te Troquei Por Ela" (Paula Fernandes part. Gustavo Mioto)                          | 2019 | 60                | Origens                       |
| "MMA" (Michael Wesley part. Gustavo Mioto)                                              | 2019 | —                 | Não adicionado a nenhum álbum |
| "Paz Interior" (Fiduma & Jeca part. Gustavo Mioto)                                      | 2019 | —                 | Não adicionado a nenhum álbum |
| "Faz Justiça" (Bruninho & Davi part. Gustavo Mioto)                                     | 2021 | 36                | Violada na Varanda            |
| "Termina por Mim" (Melody part. Gustavo Mioto)                                          | 2022 | —                 | Não adicionado a nenhum álbum |
| "—" denota singles que não entraram nas paradas musicais ou não foram lançados no país. |      |                   |                               |

## Outras aparições
| Título                   | Ano  | Outro(s) artista(s) | Álbum                |
| ------------------------ | ---- | ------------------- | -------------------- |
| "Briguei Com um Palhaço" | 2018 | Lucas Lucco         | A Origem             |
| "Meu, Dele, Nosso"       | 2018 | Maiara & Maraisa    | Reflexo              |
| "Lado Esquerdo"          | 2019 | Breno & Caio Cesar  | Lei do Retorno       |
| "Então Vou Avisar"       | 2019 | Yasmin Santos       | Ao Vivo em São Paulo |

## Videoclipes
| Canção                    | Ano  | Outro(s) artista(s) | Diretor(es)    |
| ------------------------- | ---- | ------------------- | -------------- |
| "Ela Não Gosta de Mim"    | 2012 | Nenhum              | sem informação |
| "Fora de Moda"            | 2013 | Nenhum              | Jacques Junior |
| "Bom Dia"                 | 2013 | Nenhum              | Jacques Junior |
| "Ela Precisa Saber"       | 2014 | Nenhum              | sem informação |
| "3 da Manhã"              | 2016 | Nenhum              | Jacques Junior |
| "Impressionando os Anjos" | 2016 | Nenhum              | Jacques Junior |
| "Querido, Eterno Amor"    | 2017 | Bruno & Marrone     | Jacques Junior |
| "Relógio"                 | 2017 | Nenhum              | Jacques Junior |
| "Despedida De Casal"      | 2020 | Nenhum              | Mess Santos    |

| Canção            | Ano  | Outro(s) artista(s) | Diretor(es)                   |
| ----------------- | ---- | ------------------- | ----------------------------- |
| "Expectativa"     | 2018 | Fernanda Salgado    | sem informação                |
| "Sem Pressa"      | 2019 | Ralk                | sem informação                |
| "Espelho No Teto" | 2019 | MC Livinho          | Arthur Mafra                  |
| "Doida"           | 2019 | MC WM               | Rafael Marques                |
| "Mal Resolvido"   | 2019 | Lary                | Derick Borba                  |
| "MMA"             | 2019 | Michael Wesley      | Dayvisson Stainy David Stainy |